# Пересто-слоести облаци
Пересто-слоестите облаци (Cirrostratus) са високи, много тънки и като цяло еднородни облаци. Съставени са от ледени кристали – замразени водни капчици. Забелязват се трудно и са способни да породят хало. В посока към фронталната система, пересто-слоестите облаци често започват като мъглисти, преминавайки към влакнести. Ако започват разпокъсано, то това означава, че фронтът е слаб. Пересто-слоестите облаци обичайно са разположени над 5,5 km. Наличието им говори за голямо количество влага в тропосферата. Облаци, приличащи на пересто-слоести, понякога се образуват в полярните области на стратосферата. Те могат да приемат този вид, когато са съставени от малки преохладени водни капчици или азотна киселина.
Често под пересто-слоести облаци могат да се наблюдават слоесто-купести, поради стабилната въздушна маса, която е резултат от температурната инверсия и ограничаващата конвекция на пересто-слоестите облаци. Това кара купестообразните облаци да се сплескат. Кондензационните следи от самолетите се разсейват и могат да се задържат до цял час в пересто-слоести облаци.

## Видове
- Cirrostratus fibratus – влакнест воал, в който могат да се наблюдават тънки ивици;[3]
- Cirrostratus nebulosus – мъглива завеса без определени черти.[3]

## Разновидности
- Cirrostratus duplicatus – наслоени един върху друг пластове, понякога частично слети;[3]
- Cirrostratus undulatus – вълнообразни облаци.[3]

## Влияние
Пересто-слоестите облаци понякога предвещават приближаването на топъл фронт, ако се образуват след перести облаци и се разпространяват от една област в небето. По този начин те могат да предшестват валежи след 12 – 24 часа или по-малко, ако фронтът се движи бързо. Ако пересто-слоестите облаци изглеждат като разпокъсани влакна, това може да означава, че фронтът е слаб и валежите ще са от ръмеж или суграшица, вместо от дъжд или сняг.
Пересто-слоестите облаци не могат да породят валежи или вирга и обикновено не са придружавани от други второстепенни облаци.